# Hŭngnam
Hŭngnam (kor. 흥남) – miasto portowe w Korei Północnej, nad Morzem Japońskim, w prowincji Hamgyŏng Południowy. Około 100 tys. mieszkańców.